# 12:51
12:51 è il primo singolo estratto da Room on Fire, il secondo album della rock-band statunitense The Strokes. È stato pubblicato negli USA il 4 novembre del 2003.
Il cantante del gruppo, Julian Casablancas, ha detto in un'intervista che il titolo della canzone è riferito alla strana abitudine delle persone di guardare l'orologio prima di avere rapporti sessuali.

## Tracce
1. 12:51 – 2:28 (Julian Casablancas)
2. The Way It Is (Home Recording Version) – 1:18 (Julian Casablancas)

## Formazione
- Julian Casablancas - voce
- Fabrizio Moretti - batteria
- Nick Valensi - chitarra
- Albert Hammond Jr. - chitarra
- Nikolai Fraiture - basso